# Mitra schepmani
Mitra schepmani is een slakkensoort uit de familie van de Mitridae. De wetenschappelijke naam van de soort is voor het eerst geldig gepubliceerd in 2003 door Salisbury & Guillot de Suduiraut.